# Ari Aster
Ari Aster (New York, 1986) is een Amerikaans filmregisseur en scenarioschrijver.

## Biografie
Ari Aster werd geboren in 1986 in New York. Hij groeide op in een joods gezin. Zijn vader was een muzikant en zijn moeder een dichteres. Hij heeft een jongere broer. Als kind woonde hij met zijn familie een korte periode in Chester (Verenigd Koninkrijk). Op tienjarige leeftijd vestigde zijn familie zich in New Mexico.
Reeds als kind was hij een fan van horrorfilms, die hij regelmatig bij videotheken leende.
Van 2004 tot 2008 studeerde hij film aan de Universiteit van Santa Fe. In 2010 werd hij toegelaten tot het conservatorium van de American Film Institute, waar hij een Master of Fine Arts (MFA) behaalde.

### Carrière
Tussen 2011 en 2016 schreef en regisseerde Aster verscheidene korte film, waaronder The Strange Thing About the Johnsons (2011) en Munchausen (2013). Zijn officieel debuut en grote doorbraak volgde in 2018 met de langspeelfilm Hereditary. De horrorfilm kreeg overwegend positieve recensies van de Amerikaanse filmpers en werd een financieel succes. Een jaar later schreef en regisseerde Aster ook de succesvolle horrorfilm Midsommar.

## Filmografie
| Jaar | Titel          | Regisseur | Scenarist |
| ---- | -------------- | --------- | --------- |
| 2018 | Hereditary     |           |           |
| 2019 | Midsommar      |           |           |
| 2023 | Beau Is Afraid |           |           |
| 2025 | Eddington      |           |           |